# Cérvol comú de l'Europa Oriental
El cérvol comú de l'Europa Oriental (Cervus elaphus maral) és un mamífer herbívor de la família dels cèrvids, una subespècie del cérvol comú. La seva distribució s'estén entre la mar Negra i la mar Càspia, al Caucas, Anatòlia i Crimea.